# 17970 Palepu
A 17970 Palepu (ideiglenes jelöléssel 1999 JA48) a Naprendszer kisbolygóövében található aszteroida. A LINEAR projekt keretében fedezték fel 1999. május 10-én.